# Чибурі-Мару
Чибурі-Мару (Chiburi Maru) — транспортне судно, яке під час Другої світової війни взяло участь у операціях японських збройних сил у архіпелазі Бісмарка.
Чибурі-Мару спорудили в 1943 році на верфі Sanko в Кобе на замовлення компанії Towa Kisen.
12 січня 1944-го воно у складі конвою SO-504 прибуло з Палау (транспортний хаб у західній частині Каролінських островів) до Рабаулу — головної передової бази в архіпелазі Бісмарка, з якої вже майже два роки провадились операції на Соломонових островах та сході Нової Гвінеї.
17 січня 1944-го на зворотному шляху з Рабаула в районі за сотню кілометрів на захід від острова Новий Ганновер судно атакували та потопили бомбардувальники B-24 «Ліберейтор». Існують дані, що під час цього ж нападу загинув малий транспорт Фукей-Мару №9.